# Chris Löwe
Chris Löwe (Plauen, 1989. április 16. –) német labdarúgó, aki 2019 óta a Dynamo Dresden balhátvédje.

## Pályafutása

### Chemnitzer FC
Löwe pályafutását az 1. FC Wacker Plauen és a Chemnitzer FC csapataiban kezdte, a 2007–08-as szezonban felkerült az első csapatba.

### Borussia Dortmund
Löwe 200 000 euróért szerződött négy évre a Borussia Dortmundba. Tétmeccsen a rivális FC Schalke 04 elleni 2011-es német labdarúgó-szuperkupa-meccsen lépett pályára július 23-án. A bajnoki nyitányon (2011. augusztus 5.) a hátvédsorban kezdett, 3–1-re verték a HSV-t.

### 1. FC Kaiserslautern
2013-ban az 1. FC Kaiserslautern 500 000 eurót fizetett Löwéért, szerződése 2016-ig szól. Januárban csatlakozott új klubjához. Február 4-én mutatkozott be, a TSV 1860 Münchent idegenben győzték le 1–0-ra. Löwe kezdőként kapott lehetőséget. Az ellenfél kapuját Király Gábor védte.

## Sikerei, díjai
Chemnitzer FC
- Német ifjúsági bajnok: 2006

Borussia Dortmund
- Német bajnok: 2012
- Német kupagyőztes: 2012